# Бекова къща
Бековата къща (на гръцки: Αρχοντικό Μπέκα) е историческа постройка в град Бер, Гърция.

## Местоположение
Сградата е разположена в бившия еврейски квартал Барбута.

## История
Построена е в 1859 година за богатия еврейски търговец Мордохай. Впечатлява със своята уникална архитектура. Интериорът е доминиран от барок и рококо и има оригинални стенописи, запазени в отлично състояние. Сградата е общинска собственост и в нея са настанени образователни комисии и архивът на археолога Николаос Муцопулос.